# Туйемойнак (Карагандинская область)
Туйемойнак (каз. Түйемойнақ) — станция в Улытауской области Казахстана. Находится в подчинении городской администрации Жезказгана. Входит в состав Кенгирского сельского округа. Код КАТО — 351839900.

## Население
В 1999 году население станции составляло 199 человек (95 мужчин и 104 женщины). По данным переписи 2009 года, в населённом пункте проживало 140 человек (73 мужчины и 67 женщин).